# Castelfranco in Miscano
Castelfranco in Miscano è un comune italiano di 765 abitanti della provincia di Benevento in Campania.

## Geografia fisica
Il centro abitato, esteso nell'Appennino campano a sud-est del colle San Bartolomeo, è il comune più orientale della provincia.
La sua escursione altimetrica è pari a 541 m s.l.m. con una quota minima di 409 m. e una massima di 950 m. La superficie agricola utilizzata è pari a 4361,18 ettari (ha).

## Origini del nome
Il nome deriverebbe dal possesso del castello da parte di un franco o francese, in epoca angioina, allorquando il borgo era noto come Castellum Francolum o Castellum de Franco. Secondo un'altra ipotesi franco costituirebbe invece un aggettivo e significherebbe "libero da tassazione".
L'aggiunta "in Miscano" si riferisce all'omonimo torrente, affluente di destra del fiume Ufita.

## Storia
Fin dall'epoca normanna Castelfranco fu legata più volte alla contea di Ariano; nel Catalogus baronum il feudatario locale era un tale Rafrire. La baronia di Castelfranco è attestata anche in epoca angioina, allorquando il borgo dovette contribuire al restauro della fortezza di Crepacuore, situata lungo la via Francigena; i feudatari dell'epoca furono i De Lecto e i Buisson. In epoca aragonese Castelfranco rivestì una notevole rilevanza strategica, tanto che lo stesso re Ferdinando vi giunse allo scopo di passare in rassegna le proprie truppe; in tale periodo il dominio passò nuovamente ai conti di Ariano, tra i quali spiccano Francesco Sforza e Innico de Guevara. Fra gli ultimi feudatari si citano i Caracciolo, i Di Sangro e i Mirelli.
Da un punto di vista amministrativo il comune nel quadriennio 1743-46 fu soggetto alla competenza territoriale del regio consolato di commercio di Ariano nell'ambito della provincia di Principato Ultra, cui appartenne fino al 1811; in seguito fece parte del distretto di Bovino nella Capitanata per passare infine, nel 1861, alla neonata provincia di Benevento.

### Simboli
Lo stemma comunale è stato riconosciuto con DCG del 10 gennaio 1930.
Il gonfalone è un drappo di azzurro.

## Monumenti e luoghi d'interesse
- Ruderi delle mura e del castello medievale, avanzano i due pilastri dell'antica porta, detta della Terra.
- Chiesa e convento di Santa Maria delle Grazie, poi sede della casa comunale, del XIII secolo.
- Chiesa di San Giovanni Battista, protettore del borgo.
- Cappella rurale di San Lorenzo: la chiesa originaria era dei primi dell'Ottocento; dotata di un orto, nei primi tempi veniva custodita da un gruppo di monaci, poi da un eremita, quindi cadde in rovina. Crollata nel 1926, fu successivamente ricostruita.[10]
- Casale Tre Fontane: complesso architettonico rinascimentale lungo la medievale via Francigena, sul confine con Greci.
- Casale Campanaro: già feudo abbaziale della contea e diocesi di Ariano, situato nell'alta valle del Miscano lungo un antico tratturello diretto alle Tre Fontane.
- Aequum Tuticum: tipico esempio di vicus romano, all'incrocio tra le antiche vie Aemilia, Minucia (poi Traiana) ed Herculia. Fin dal Settecento il cartografo francese Jean-Baptiste Bourguignon d'Anville intuì che Aequum Tuticum doveva trovarsi presso Castelfranco; successivamente il sito fu localizzato appena qualche chilometro più a sud, sull'altipiano di Sant'Eleuterio nell'odierno territorio comunale di Ariano Irpino.[11]

### Aree naturali
- Lungo la dorsale del Monte Tufaro (918 m s.l.m.), sullo spartiacque appenninico a cavallo tra il bacino del Fortore e la valle del Miscano, si estende il grande bosco di Castelfranco, sottoposto a tutela quale sito di interesse comunitario[12]. Lungo il margine settentrionale del bosco, al confine con Roseto Valfortore, vi è una sorgente di acqua sulfurea.[13]
- Le bolle della Malvizza, il più vasto complesso di vulcanetti di fango dell'Appennino meridionale, emergono da un ampio pianoro lungo la principale strada di accesso al paese.

## Società

### Evoluzione demografica
Abitanti censiti

### Religione
Il territorio comunale è incluso nella forania Miscano-Fortore-Cervaro della diocesi di Ariano Irpino-Lacedonia.

## Economia

### Agricoltura
Le numerose aziende agro-zootecniche sono alla base dell'economia cittadina. Notevoli sono soprattutto le colture cerealicole e l'allevamento bovino. Non mancano alcuni prodotti tipici, legati alla tradizione locale, come il caciocavallo di Castelfranco.

### Turismo
Il territorio comunale è attraversato dal tratturello Volturara-Castelfranco (un'antica via della transumanza) e lambito dal tratturello Camporeale-Foggia. Quest'ultima direttrice, che ricalca il percorso dell'antica via Traiana, ebbe notevole risalto durante tutto il medioevo in quanto parte integrante della via Francigena; ciò ha permesso al comune di entrare a far parte del distretto turistico-religioso Viaticus e dell'Associazione Europea delle Vie Francigene.

## Infrastrutture e trasporti

### Strade
Una strada interprovinciale allaccia Castelfranco in Miscano con la strada statale 90 bis, agevolando così i collegamenti con Benevento, Ariano Irpino e Foggia.
Altre strade provinciali collegano il borgo con i comuni limitrofi di Ginestra, Montefalcone, Roseto e Faeto, questi due ultimi situati nella confinante Puglia.

### Ferrovie
La stazione di Castelfranco in Miscano, posta lungo la ferrovia Napoli-Foggia, è inattiva fin dal 1990.

## Amministrazione

### Altre informazioni amministrative
Fa parte della Comunità montana del Fortore.